# أناركية السوق الحرة

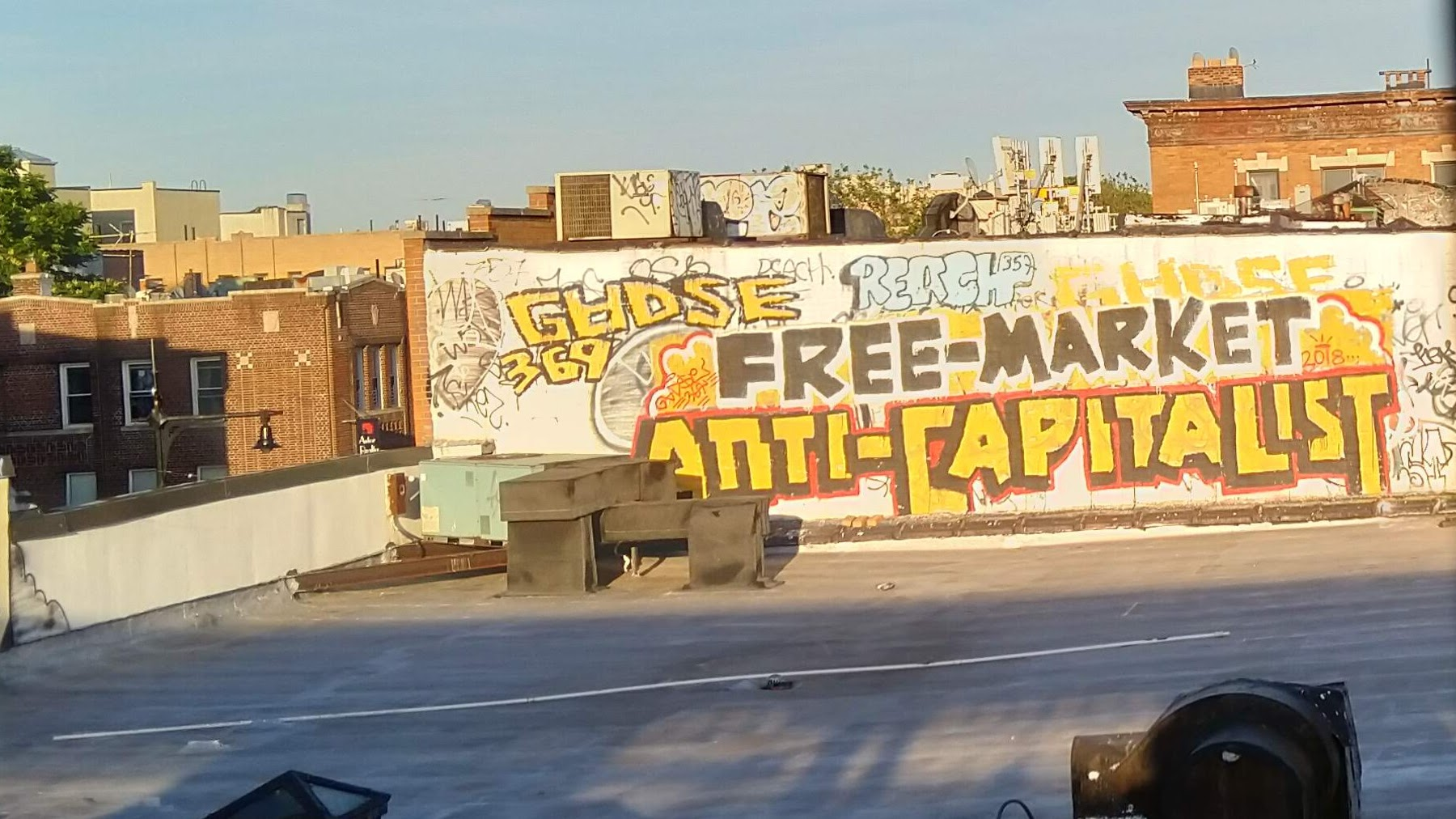
لوحة كتب عليها: السوق الحرة، ضد الرأسمالية

أناركية السوق الحرة أو أناركية السوق، والمعروفة كذلك باسم السوق الحرة المناهضة للرأسمالية واشتراكية السوق الحرة، هي أحد فروع الأناركية التي تدعو إلى تعزيز السوق الحرة والنظام الاقتصادي القائم على التفاعلات الطوعية بمنأى عن تدخل الدولة. هي أحد أشكال الأناركية الفردية، واشتراكية السوق، وتقوم على النظريات الاقتصادية للتبادلية والأناركية الفردية في الولايات المتحدة.
ينتمي مذهب الأغورية لصموئيل إدوارد كونكين الثالث إلى أناركية السوق اليسارية التي ارتبطت بالتحررية اليسارية في الولايات المتحدة، ووظفت الاقتصاد غير المؤسسي وسيلة لها. يُشار أحيانًا إلى الرأسمالية الأناركية، وهي أحد أشكال التحررية اليمينية، باسم أناركية السوق الحرة أو أناركية السوق، وغيرها من الأسماء. يشدد الرأسماليون الأناركيون على شرعية الملكية الخاصة وأولويتها، دون التمييز بين الملكية الشخصية والملكية الإنتاجية، ووصفوها بأنها جزء لا يتجزأ من الحقوق الفردية واقتصاد السوق الحرة. مع ذلك، لا تعتبر الرأسمالية الأناركية جزءًا من الحركة الأناركية التي كانت تاريخيًا حركة مناهضة للرأسمالية ويرفض الأناركيون توافقها مع الرأسمالية. علاوة على ذلك، يُظهر تحليل الأناركيين الفرديين الذين دافعوا عن أناركية السوق الحرة أنها مختلفة عن الرأسمالية الأناركية والنظريات الرأسمالية الأخرى بسبب إبقاء الأناركيين الفرديين على نظريات قيمة العمل والمذاهب الاقتصادية الاشتراكية.
تشير أناركية السوق الحرة أحيانًا إلى مفاهيم اقتصادية وسياسية متنوعة كتلك التي اقترحها الأناركيون الفرديون والاشتراكيون التحرريون أمثال الأوروبيون إميل آرماند وتوماس هودغسكين وميغيل خيمينيز إغوالادا وبيير جوزيف برودون، أو الأمريكيون ستيفن بيرل اندروز، وويليام باتشيلدر غريني، وليساندر سبونر، وبنجامين تاكر، وجوزايه وارين، وغيرهم.

## تاريخيًا

### تبادلية
يعتبر الكثير أن جوزايه وارين أول أناركي أمريكي، وكانت صحيفة ذا بيسفول ريفيلوشينيست الأسبوعية المؤلفة من أربع صفحات والتي حررها خلال عام 1833، أول دورية أناركية تُنشر، وهي منشأة أسسها وارين لتكون مطبعته الخاصة، حيث طرح أفكاره وصنع لوحات الطباعة الخاصة به.  اتبع وارين نهج روبرت أوين وانضم إلى مجتمع أوين في نيو هارموني، إنديانا. اصطلح جوزايه وارين عبارة «تكلفة حد السعر»، مع الإشارة إلى أن «التكلفة» هنا لا تعني السعر النقدي المدفوع وإنما العمل المبذول لإنتاج عنصر ما.  لذلك، «اقترح نظامًا لدفع رواتب الأشخاص الذين يمتلكون سندات تشير إلى عدد الساعات التي عملوا خلالها. يمكنهم استبدال الأوراق النقدية في المتاجر المحلية بالسلع التي استغرق إنتاجها نفس القدر من الوقت.» اختبر جوزايه نظرياته من خلال إنشاء «متجر عمالة مقابل عمالة» عُرف باسم سينسيناتي تايم ستور حيث سهلت الملاحظات التي تعد بتحسين أداء العمالة عملية التجارة. أثبت المتجر نجاحه وجرى تشغيله مدة ثلاث سنوات وأُغلق لاحقًا ليتمكن وارين من متابعة تأسيس منشآت قائمة على أساس التبادلية. شملت هذه المتاجر المناطق الفردية كيوتوبيا ووموديرن تايمز. ذكر وارين أن كتاب ستيفن بيرل أندروز، علم المجتمع، الذي نُشر في عام 1852، ينطوي على أكثر استعراض واضح وشامل لنظريات وارين الخاصة.  أفاد المؤرخ الكتالوني كزافييه دييز أن التجارب المجتمعية المتعمدة التي ابتكرها وارين كانت ذات أثر على الأناركيين الفرديين الأوروبيين في أواخر القرن التاسع عشر وأوائل القرن العشرين مثل إميل أرماند والمجتمعات المتعمدة التي استحدثوها.
انطلقت التبادلية من حركات العمل الإنجليزية والفرنسية التي سادت خلال القرن الثامن عشر قبل أن تتخذ شكلًا أناركيًا مرتبطًا ببيير جوزيف برودون في فرنسا وآخرين في الولايات المتحدة. اقترح برودون إنشاء نظاما تلقائي، حيث لا تخضع المنظمة إلى سلطة مركزية، و«أناركية إيجابية» حيث يقوم النظام على أساس أن يفعل الجميع «ما يرغب بفعله وما يريده فقط» وحيث «ينتج النظام الاجتماعي عن المعاملات التجارية وحدها.» يجدر الإشارة أن برودون ميز بين الإمكانيات السياسية المثالية والحكم العملي. لهذا السبب، وعلى النقيض من بعض تصريحاته النظرية المتعلقة بالحكم الذاتي التلقائي المطلق، اضطلع برودون على نحو كبير في شؤون السياسة البرلمانية الفرنسية ولم يتحالف مع الفصائل الأناركية للحركات العمالية وإنما الاشتراكية فضلًا عن الدعوة إلى وضع مواثيق تخص التعاونيات المملوكة للعمال تحت حماية الدولة، وأيد بعض خطط التأميم خلال الفترة التي قضاها في الخدمة العامة. تضطلع الأناركية التبادلية بالمعاملة بالمثل، والارتباط الحر، والعقد الطوعي، والاتحاد، وإصلاح الائتمان والعملة. وفقًا للتبادلي الأمريكي ويليام باتشيلدر غريني، يحصل كل عامل في النظام التبادلي على «أجر عادل ودقيق مقابل عمله، وخدمات ذات تكلفة مماثلة وقابلة للاستبدال مقابل خدمات مكافئة من ناحية التكلفة، دون ربح أو خصم.» وُصفت التبادلية بأثر رجعي أنها تقع أيديولوجيًا بين الأنماط الفردية والجماعية للأناركية. وصف برودون هدفه بأنه «شكل ثالث من المجتمع، وتوليفة من الشيوعية والمُلكية». 
بيير جوزيف برودون هو ناشط ومنظر فرنسي، وواضع الفلسفة التبادلية، وخبير اقتصادي واشتراكي تحرري. وهو أول شخص يصف نفسه بالأناركي ويُعتبر أحد أكثر المنظرين تأثيرًا. يصف الكثير برودون بـ«أب الأناركية». أصبح عضوًا في البرلمان الفرنسي بعد ثورة عام 1848، ووصف نفسه بعد ذلك بالفيدرالي. ولد برودون في بيزانسون، وعمل طابعًا وتعلم اللغة اللاتينية وحده بغرض طباعة الكتب اللاتينية على نحو أفضل. اشتهر بعبارته «الممتلكات هي سرقة!» والتي وردت في أول عمل رئيسي له ما هي الممتلكات؟ أو تحقيق في مبدأ الحق والحكومة، المنشور في عام 1840. لفت نشر الكتاب انتباه السلطات الفرنسية. استقطب الكتاب كذلك تمحيص كارل ماركس، الذي شرع بالتراسل مع المؤلف. تأثر الاثنان ببعضهما البعض والتقيا في باريس حيث كان ماركس منفيًا. انتهت صداقتهما أخيرًا عندما رد ماركس على كتاب نظام التناقضات الاقتصادية لبرودون، أو فلسفة الفقر بكتابه الذي حمل عنوان بؤس الفلسفة والذي رآه برودون استفزازيًا. أصبح الخلاف بينهما أحد أسباب الانقسام بين الأجنحة الأناركية والماركسية لجمعية العمال الدولية. أكد البعض، مثل إدموند ويلسون، أن هجوم ماركس على برودون كان بسبب دفاع برودون عن كارل غرون، الذي كان ماركس يكن له كرهًا شديدًا ولكنه كان يعد ترجمات لعمل برودون. فضل برودون تحالفات العمال أو الجمعيات التعاونية وكذلك حيازة العمال والفلاحين الأفراد لملكية خاصة أو تأميم الأراضي وأماكن العمل. رأى أن الثورة الاجتماعية يمكن تحقيقها بطريقة سلمية. أكد برودون في كتابه اعترافات ثوري أن «الأناركية نظام بلا قوة»، وهي العبارة التي ألهمت لاحقًا، في نظر البعض، الرمز الأناركي الدائرة ألف، ويُعد حاليًا «أحد أكثر المؤلفات شيوعًا في المشهد الحضري». حاول برودون دون جدوى إنشاء بنك وطني يجري تمويله من خلال ما أصبح محاولة فاشلة لفرض ضريبة دخل على الرأسماليين والمساهمين. كان من المقرر أن يقدم قروضًا دون فوائد، على غرار الاتحاد الائتماني.